# Peter Ostermayr
Peter Ostermayr, né le 18 juillet 1882 à Mühldorf am Inn dans le royaume de Bavière et mort le 7 mai 1967 à Munich, est l'un des pionniers du cinéma allemand et un producteur de films. Il est le père du réalisateur Paul Ostermayr (ou Paul May) et le frère de Franz Osten.

## Biographie
Peter Ostermayr fait son apprentissage dans l'atelier photographique de son père François-Xavier Ostermayr (1853-1940) à Munich, puis chez un de ses confrères à Stuttgart. Peter Ostermayr fonde en 1907, avec son frère aîné, le futur Franz Osten, une compagnie dénommée Original-Physograph Co, spécialisée dans de courtes actualités et documentaires cinématographiques. Ils se servent de l'atelier paternel, comme d'un studio de cinéma. Les deux frères sont mobilisés pendant la Grande guerre. 
Peter Ostermayr fonde en janvier 1919 la Emelka-Filmgesellschaft qui deviendra la Bavaria-Filmgesellschaft. Après la vente de la compagnie Emelka, il travaille pour la compagnie de Thomas Zeichentrick.
Sous le Troisième Reich, il poursuit son activité de producteur et de réalisateur. Entre 1934 à 1941, il est producteur à la Universum Film AG.
Il fonde après la guerre, en 1950, sa propre société de production, la Peter-Ostermayr-Film Gmbh, où collabore son frère cadet, Ottmar Ostermayr.
Il était président d'honneur de l'Union des producteurs de films allemands.
Il a épousé, en 1907, Olga Wernhard (1886-1939), avec qui il a eu deux enfants, Paul et Olga ; devenu veuf, il a épousé, en 1943, la comédienne Elisabeth Ebert (1899-1964).
Il est enterré au cimetière d'Obermenzig à Munich.